# Broken Arrow (игра)
Broken Arrow — компьютерная игра в жанре стратегии в реальном времени, разработанная российской студией Steel Balalaika и изданная британской компанией Slitherine. Релиз состоялся 19 июня 2025 года для платформы Windows через сервис цифровой дистрибуции Steam.

## Игровой процесс
Игровой процесс Broken Arrow сосредоточен на управлении армией, составленной из современных боевых единиц. Игрок формирует боевую группу перед началом матча, выбирая специализацию (например, воздушно-десантную или танковую) и настраивая состав войск. Все юниты делятся на шесть классов: пехота, разведка, бронетехника, поддержка, вертолёты и авиация. Армия может быть дополнительно модифицирована — изменения касаются вооружения, оснащения и стоимости юнитов в очках подкреплений.
Очки начисляются за уничтожение вражеских сил, эвакуацию собственных подразделений и удержание ключевых позиций на карте. Управление ресурсами и своевременное использование подкреплений имеют важное значение для победы.
В игре представлены две фракции: Россия и США. Первая включает воздушно-десантные войска, мотострелковые подразделения, морскую пехоту и Спецназ, вторая — формирования корпуса морской пехоты, армии США и сил специальных операций.

## Разработка
Студия Steel Balalaika базируется в России и использует движок Unity.
- Анонс — июль 2019 года на российской краудфандинговой площадке Boomstarter.
- Открытая мультиплеерная бета прошла в феврале 2024 года и привлекла свыше 250 000 игроков.[9]
- Разработчики создают визуальный редактор сценариев, позволяющий добавлять кат‑сцены и диалоги без программирования.

## Релиз
Первоначально игру планировали выпустить в 2024 году, однако релиз был перенесён на 19 июня 2025‑го. За три дня до выхода обладатели издания Vanguard Edition получили ранний доступ и набор бонусов (саундтрек, обои, эксклюзивные обликов для техники).

## Отзывы критиков
Broken Arrow получила преимущественно положительные отзывы. Обозреватели отметили масштаб сражений, гибкую настройку армии и визуальную подачу. В то же время критике подверглись высокие требования к игроку и недостаточно проработанное обучение.
По мнению PC Gamer, игра является «убедительной попыткой перенести современную войну в RTS‑формат». GameWatcher выделило модульную систему юнитов и зрелищность боёв благодаря камерам повтора.